# Sinzheim
Sinzheim es un municipio alemán perteneciente al distrito de  Rastatt en el estado federado de Baden-Wurtemberg. Está ubicado en la llanura del Rin Superior a una altitud de 127 m s. n. m.

## Puntos de interés
- Gruta de María y lago de montaña[3]
- Lago Waldeneck[4]
- Torre de emisión de una altura de 83 m sobre el Fremersberg, un monte de una altura de 525 m s. n. m.[5]